# Metasada pleurosticta
Metasada pleurosticta är en fjärilsart som beskrevs av Turner 1936. Metasada pleurosticta ingår i släktet Metasada och familjen nattflyn. Inga underarter finns listade i Catalogue of Life.